# Edipo alcalde
Edipo alcalde és una pel·lícula dramàtica colombiana estrenada l'any 1996, dirigida per Jorge Alí Triana i protagonitzada per Jorge Perugorría, Ángela Molina, Francisco Rabal, Jairo Camargo, Jorge Martínez de Hoyos i Miriam Colón, basada en la tragèdia Èdip rei de Sòfocles. El guió va ser adaptat per l'escriptor Gabriel García Márquez. La pel·lícula fou seleccionada per representar Colòmbia a l'Oscar a la millor pel·lícula de parla no anglesa als Premis Oscar de 1996, però finalment no fou nominada.

## Sinopsi
Un alcalde és enviat a un poble de la serralada andina amb la finalitat que emprengui diàlegs de conciliació entre la guerrilla i els pagesos. Mentre fa el seu treball, l'alcalde coneix Jocasta, esposa de Layo, que acaba de ser assassinat. L'alcalde acaba enamorant-se de Jocasta, agreujant el problema en el que està sumit.

## Repartiment
- Jorge Perugorría - Edipo
- Ángela Molina - Yocasta
- Francisco Rabal - Tiresias
- Jorge Martínez de Hoyos - Capellà
- Jairo Camargo - Creonte
- Miriam Colón - Deyanira
- Juan Sebastián Aragón - Xofer de l'alcalde
- Armando Gutiérrez - Capità Solórzano
- Marcela Agudelo - Guerrillera
- Manuel José Chaves - Guerriller